# علوم إنسانية صحية
يشير مصطلح العلوم الإنسانية الصحية إلى تطبيق مجالات العلوم الإنسانية (الفنون والأدب واللغات والقانون والتاريخ والفلسفة والدين إلخ.) للنقاش و/أو التعبير عن أو/أو تشجيع أبعاد الصحة الإنسانية والرفاهية. وهذه القدرة على تطبيق العلوم الإنسانية ليست فكرة جديدة في حد ذاتها على الرغم من أن تصور العلوم الإنسانية الصحية ظهر مؤخرًا خلال العقد الأول من القرن الحادي والعشرين.
وفي العلوم الإنسانية الصحية، يتم فهم الصحة (ودعم الصحة) وفق المدرسة البنائية (والمبادئ الأخرى غير الوضعية) الأصلية في مقابل وضعية العلوم. ولا تعمل العلوم الإنسانية الصحية من أجل استبدال العلوم الصحية لكنه يقدم نموذجًا مغايرًا ونهجًا عمليًا فيما يتعلق بالصحة وتعزيزها، وتقوم مؤسساتها تاريخيًا بشكل كبير على العلوم الإنسانية الطبية. يتميز بناء العلوم الإنسانية الصحية عن الطب التكميلي والطب البديل، والذي يتكون في الأساس من تدخلات غير تقليدية يتم تطبيقها ضمن نموذج تقليدي للعلوم الصحية.
تمثل العلوم الإنسانية الصحية هي حركة متنامية على مستوى العالم. يجد الموقع الإكتروني للشبكة الدولية للدراسات الإنسانية الصحية على العنوان التالي http://www.healthhumanities.org. عقد مؤتم حول العلوم الإنسانية الصحية في 13-15 أكتوبر 2006 في جرين كولدج، جامعة كولومبيا البريطانية. وفي يناير من عام 2009 أصبح الأستاذ الدكتور بول كروفورد أول أستاذ بالعلوم الإنسانية الصحية في جامعة نوتنغهام وقام مع الدكتور فيكتوريا تشلر وتشارلي بيكر والدكتور برايان براون والدكتور ليزا موني سميث والأستاذ رونالد كارتر بإنشاء مبادرة العلوم الإنسانية الصحية الدولية التي شملت المؤتمر الدولي للعلوم الإنسانية الصحية الممولة عن طريق مجلس بحوث الفنون والعلوم الإنسانية (AHRC). وعقد أول مؤتمر دولي للعلوم الإنسانية الصحية في 6-8 أغسطس 2010 في جامعة نوتنغهام, المملكة المتحدة. s/IHHC-flyer.pdf</ref> وافتتح المؤتمر بكلمة للأستاذ الدكتور كروفورد تحت عنوان "العلوم الإنسانية الصحية: الأدب والجنون ‘Health humanities: Literature and Madness’ وتضمن المؤتمر محاضرات ألقاها الأستاذ كاي ريدفيلد جاميسون والأستاذ إلين شوالتر. كما تحدث مارك أ. رادكليف في المؤتمر وذكر 'العلوم الإنسانية الصحية' في عموده الأسبوعي في جريدة نيرسنج تايمز، وذكر المؤتمر أيضا في مدونة بثلم، واستضافت الولايات المتحدة الأمريكية المؤتمر الدولي الثاني للعلوم الإنسانية الصحية في جامعة ولاية مونتكلير في ولاية نيو جيرسي تحت عنوان "الموسيقى والصحة والعلوم الإنسانية."